# Radomyśl (województwo wielkopolskie)
Radomyśl – wieś w Polsce położona w województwie wielkopolskim, w powiecie leszczyńskim, w gminie Wijewo. W okresie międzywojennym nieopodal miejscowości znajdowało się piesze przejście graniczne między II RP a Trzecią Rzeszą.

W okresie międzywojennym w miejscowości stacjonowała placówka Straży Granicznej I linii „Radomyśl”.
W latach 1975–1998 miejscowość położona była w województwie leszczyńskim.
Zobacz też: Radomyśl, Radomyśl Wielki, Radomyśl nad Sanem